# Гіркоти
Гірко́ти — безазотні речовини, дуже гіркі на смак, які здатні подразнювати залози травної системи і збуджувати її секреторну діяльність. Здавна відома також їх протимікробна дія. Гіркоти виявлено в золототисячнику звичайному, полину гіркому, кульбабі лікарській, цикорії дикому, шишках хмелю, бобівнику трилистому, вересі звичайному. Усі перелічені рослини широко і успішно застосовуються в лікуванні гастритів зі зниженою та підвищеною секрецією шлунку, алкоголізму, печінкових і ниркових захворювань.

Гіркоти (лат. Amara) — природні речовини різної хімічної структури, які мають різко виражений гіркий смак, завдяки чому збуджують апетит і поліпшують травлення. На підставі сенсорного сприйняття гіркоти класифікують на чисті, ароматичні гіркоти, прянощі.

Речовини, які надають рослинній сировині гіркого смаку, здебільшого належать до групи терпенів: монотерпенові глікозиди, або іридоїди, сесквітерпеноїди і сесквітерпенові лактони, дитерпеноїди, тритерпеноїди (лимоноїди, кукурбітацини), але також фенольні сполуки, стероїди і алкалоїди.

Класичні гіркоти (лат. Amara tonica) в основному представлені іридоїдами.

Ароматичні гіркоти здебільшого супроводять ефірні олії.

Гіркоти в рослинній сировині визначають шляхом порівняння порогу концентрації гіркот в рослинному екстракті зі стандартним розчином хініну гідрохлориду.

Поріг чутливості гіркот — найменша концентрація розчину, яка дозволяє відчувати гіркоту протягом 30 с.

Індекс гіркот — зворотна величина розведення речовини чи рослинного екстракту, які ще мають гіркий смак; визначається порівнянням з хініну гідрохлоридом, розведення якого у 200 000 разів не має гіркого смаку. Таким чином, показник гіркоти стандартного зразка хініну гідрохлориду становить 200 000.

Відчуття гіркоти у кожного виявляється по-різному, навіть у тієї самої людини сенсорне сприйняття може коливатися залежно від часу. На це впливають такі чинники, як паління, переїдання, втома та ін. Тому в комісію з визначення смаку входить не менше шести осіб, у кожної з яких визначають чутливість до гіркот. Секоїридоїди типу генціопікрозиду подразнюють рецептори язика і рефлекторно тонізують діяльність органів травлення: покращують апетит, підвищують секрецію шлункового соку, стимулюють травлення, мають помірну жовчогінну і проносну дію. Ароматичні гіркоти, крім того, діють на нюхові рецептори, пов'язані з корою головного мозку. Рослинна сировина, яка містить гіркоти, ефірну олію або їх сукупність, належить до прянощів і спецій. Її вживають у свіжому чи сухому вигляді в дуже малих кількостях як харчові добавки для надання стравам певного аромату, присмаку, а також для виправлення неприємного чи специфічного запаху продуктів, для посилення зовнішньої привабливості страви і подовження терміну її зберігання. Більшість класичних спецій використовують також як ЛРС, наприклад перець (чорний, запашний, червоний), гвоздику, корицю, ваніль, бадьян, імбир, розмарин, цедра лимона чи помаранчі. До пряно-ароматичних рослин належать цибуля, часник, кріп, петрушка, селера, хрін, гірчиця, аніс, кмин, м'ята, коріандр, чабер, тим'ян, волошка, пастернак та ін. Їх вживають при цукровому діабеті, безсольовій дієті, при захворюваннях жовчного міхура, нирок, серцево-судинної системи тощо.